# Kurt Walter
Kurt Johannes Walter (* 12. November 1892 in Danzig-Weichselmünde; † 26. Juni 1963 in Stuttgart-Bad Cannstatt) war ein deutscher evangelisch-lutherischer Pfarrer. Die Bekennende Kirche (BK) in Danzig wählte ihn 1934 zum Leiter. Von 1942 bis kurz vor dem Kriegsende 1945 war er im KZ Dachau inhaftiert.

## Leben
Sein Vater war der Rektor und Organist Johannes Ferdinand Walter, seine Mutter Ottilie Martha geb. Grabowski (* 1865, † 1904). Nach Absolvierung des Abiturs am Königlichen Gymnasium in Danzig 1911 studierte er bis zum Beginn des Ersten Weltkrieges 1914 Evangelische Theologie in Berlin, Tübingen (1913) und Königsberg. Als Kriegsfreiwilliger war er an der russischen Front im Einsatz. 1915 wurde er zum Offizier befördert. Im selben Jahr erfolgte eine Verwundung und Amputation eines Unterschenkels. 1916 trat er in die Fliegertruppe ein und wurde in Frankreich und Vardar-Mazedonien eingesetzt.
Noch im Krieg setzte er seine theologische Ausbildung fort, bestand 1918 das erste, 1919 dann das zweite theologische Examen vor dem Danziger Konsistorium. Die Ordination in der Danziger Marienkirche war am 4. Oktober 1919. Sein Vikariat absolvierte Walter in Pröbbernau im Kreis Danziger Niederung (ab 1920 zur Stadt Danzig). Danach war er Pfarrer in der Gemeinde Friedenau (Westpreußen), 1923 wurde er versetzt in die Gemeinde Barendt im Landkreis Großes Werder.
Am Wohnort seiner Eltern in Oliva heiratete er am 17. März 1919 die Haushaltungslehrerin Gertrud Margarete Richter (* 1890, † 1978). Sie hatten fünf Kinder (Hanns-Dietrich, Hannelise, Christlinde, Brigitte und Ekkehard). 1930 wurde Walter Pfarrer an der Lutherkirche zu Danzig-Langfuhr.
Durch seine Funktion in der Bekennenden Kirche ab 1934 wurde er in seiner Arbeit durch staatliche und politische Stellen immer stärker eingeschränkt, eingeschüchtert und drangsaliert. 1937 kam es zur dreimonatigen Inhaftierung, im Juli 1942 schließlich nach erneuter dreimonatiger Haft in Danzig zur Internierung im Pfarrerblock des KZ Dachau. Seine beiden Söhne waren unterdessen zur Wehrmacht eingezogen worden. Entlassen wurde Walter aus dem KZ Dachau am 3. April 1945.
Seine Ehefrau Gertrud hielt das Gemeindeleben in Danzig-Langfuhr auch nach dem Einmarsch russischer Truppen am Karfreitag 1945 mit den verbliebenen Pfarrern und Pfarrersfrauen notdürftig aufrecht. Sie hielt Gottesdienste in der Lutherkirche ab, nach Verboten dann in der Friedhofskapelle, in einem Park und heimlich in ihrem Haus. Nach der Vertreibung aus Danzig überlebte sie mit ihrer Tochter eine achtmonatige Tortur durch polnischen Gefängnissen und Arbeitslager. Alle Kinder überlebten die Wirren des Krieges.
Zunächst gelangte Walter nach der Entlassung nach Biberach an der Riß in Oberschwaben und half in der dortigen Gemeinde aus. Er rechnete aber weiterhin mit der Rückkehr in seine alte Gemeinde in Danzig-Langfuhr, als er sich im Juli 1945 bei dem evangelischen Oberkirchenrat Stuttgart um eine Verwendung in einer württembergischen Gemeinde bewarb. Diese Hoffnung zerschlug sich aber. Von August 1945 bis April 1949 war er Pfarrer in der Andreägemeinde zu Stuttgart-Bad Cannstatt. Im Zusammenhang mit der personellen Neuausrichtung der Evangelisch-Lutherischen Landeskirche Schleswig-Holsteins nach 1945 war Walter im Gespräch für eine Funktion in der Landeskirche Lübeck, die Bewerbung dafür zog er jedoch zurück. 1948 wurde er im Bund der Danziger in den Vorstand gewählt. Bis zu seinem Ruhestand am 1. Januar 1958 war er Krankenhauspfarrer in Stuttgart.
Walter verstarb im Alter von 70 Jahren in Stuttgart-Bad Cannstatt.

## Dienst in der Bekennenden Kirche
Im November 1933 schloss sich Kurt Walter mit sechs von insgesamt 70 Pfarrern im Freistaat Danzig dem Pfarrernotbund an. Die erste Bekenntnisversammlung Mitte Mai 1934, an der etwa 100 Menschen teilnahmen, wählte Pfarrer Walter zum Vorsitzenden. In der Folge bildeten sich Gemeindebruderräte, wurden Bekenntnisversammlungen und Bekenntnisgottesdienste abgehalten. Zum ersten Bekenntnisgottesdienst im Spätsommer 1934 in der Heiliggeist-Kirche (500 Plätze) kamen etwa 3.000 Menschen. Es predigte Pfarrer Hugo Hahn, der spätere Landesbischof von Sachsen. Weitere auswärtige Prediger in der folgenden Zeit waren Otto Dibelius, Friedrich Müller, Johannes Lilje, Hermann Ehlers, Wilhelm Niesel und Ludwig Steil. Ein Rundbrief, der alle vier bis sechs Wochen in einer Auflage von 5.000 Stück erschien, informierte und stärkte die Bekennende Gemeinde.
Pfarrer Walter nahm an mehreren Bekenntnissynoden teil, so in Berlin-Dahlem (1934), Augsburg (1935), Berlin-Steglitz (1935), Bad Oeynhausen (1936) und Halle (Saale) (1937)
Die katholisch-konservative Wochenzeitung Der Deutsche in Polen (1934–1939) berichtete in seiner Ausgabe Nr. 9 vom 3. März 1935, dass der führende Bekenntnispfarrer im Reich Martin Niemöller an der Einreise nach Danzig gehindert worden sei; die „brechend volle“ Katharinenkirche musste im Beisein der Politischen Polizei mit der Leitung des Gottesdienstes durch Pfarrer Walter Vorlieb nehmen.
Die Arbeit wurde zunehmend durch Geldstrafen, Amtssuspendierungen, Zwangsurlaube und Verhöre erschwert. Den Vorsitz in seinem Gemeindekirchenrat musste Walter abgeben. Ende Juli 1935 wurde er zum ersten Mal mit Verhör und Verwarnung im Polizeipräsidium verhaftet. Der Versuch, im November 1936 eine Danziger Bekenntnissynode zu bilden und einzuberufen, scheiterte durch ein Verbot des nationalsozialistischen Senats. Walter wurde wegen Taufe von Juden und Fürbitten für verfolgte Pfarrer in den Gottesdiensten verwarnt und 1937 erneut verhaftet. Der Aufforderung zur Vorlage des Ariernachweises kurz vor Ausbruch des Zweiten Weltkrieges im September 1939 kamen die Pfarrer der BK Danzigs nicht nach. Am Osterdienstag 1942 wurde Walter erneut verhaftet. Nach dreimonatiger Haft erfolgte die Verlegung ins KZ Dachau. Darüber schrieb er 1963: „Es soll mir unvergessen bleiben, wie damals, als ich vor dem Transport nach Dachau im Danziger Polizeigefängnis saß, der letzte Gruß der Bekennenden Gemeinde zu mir kam und mich bewegend traf: Fräulein Harke schritt am Gefängnis vorbei und pfiff trotz Behinderung durch einen Polizisten unbeirrt das durch das schwach geöffnete kleine Zellenfenster zu mir hereindringendes Lied 'Ich weiß, woran ich glaube'. Der Gruß der Gemeinde ist mit mir mitgegangen in die Not der Gefangenschaft und hat mich oft gestärkt in der Gewißheit: Vivat! Die Gemeinde lebt, weil ER lebt!“
Über die Bekennende Kirche in Danzig von 1934 bis 1945 bilanziert er folgendermaßen: „Wir haben […] die ‚Linie‘ der Bekennenden Kirche in Danzig nicht voll eingehalten […] Nicht bloß, weil nur zwei BK-Pfarrer den Vorsitz in Ihren Gemeindekirchenräten hatten. […] Das Fehlen der Bekenntnissynode […] wie auch die von der mehrfachen Verhaftung einiger Pfarrer ausgehende Schockwirkung hemmten unser Tun. Wir begegneten auch immer wieder der Tatsache, daß in dem engen Raum unserer kleinem Kirchenprovinz alles, was wir versuchten, sich viel schneller festlief […]; es war mit acht Leuten leichter fertig zu werden als mit hundert, und unter acht findet sich nicht so leicht einer mit einer wirklichen geistlichen Überlegenheit wie unter hundert. Wir waren sehr schwach, und es ist alles in großer Schwachheit geschehen […] Woran wir aber mit Dank […] denken dürfen, ist dies, daß es uns dennoch gegeben war, inmitten der Zerstörung der Kirche auch an unserem Platze das Zeichen der Alleinherrschaft Jesu Christi aufzurichten, und daß uns inmitten unserer Schwäche und Ohnmacht […] eine Gemeinschaft echter Brüderlichkeit unter ein paar Pfarrern und in einer kleinen Schar von Gemeindegliedern geschenkt wurde.“

## Im Konzentrationslager Dachau (Juli 1942 bis 3. April 1945)
In der Lagerkapelle hat Pfarrer Walter auch gepredigt; nachweisbar ist das für den 26. November 1944 (Totensonntag), und zwar „gedankenreich und kraftvoll“.
Seine Haftzeit schildert er schon 1946 in "Gott im Konzentrationslager" angesichts der erlebten Grausamkeit und der Gewalt als intensive religiöse Erfahrung und kritische Auseinandersetzung mit seinem Glaube.
Über die Grausamkeiten des SS-Wachpersonals und besonders von privilegierten Mithäftlingen schrieb er rückblickend: „[W]er jahrelang in Lumpen bekleidet ist und wem jahrelang gepredigt wird, daß er ein Lump sei und ein Schwein, der Abschaum und Auswurf der Menschheit, den [...] mochte [...] wohl einmal der Zweifelsgedanke befallen, ob da nicht vielleicht etwas daran wahr sei, ob er denn eigentlich recht getan habe mit dem, was ihn an jenen Ort geführt, ob er nicht vielleicht wirklich ein Lump sei, eine auszuscheidende Nummer, unwert der Beachtung und jeglichen Erbarmens, von Menschen nicht bloß, sondern auch von Gott verlassen.“

## Theologie
An der Universität Tübingen hatte Kurt Walter 1913 Adolf Schlatter gehört, bezeichnet sich aber nicht als sein Schüler. Als junger Pfarrer sei er von Adolf von Harnack und Karl Holl beeinflusst worden. Doch erst durch Karl Barth sei er „eigentlich Theologe“ geworden; durch ihn habe er gelernt, was „Gottes Wort und was die Aufgabe eines Predigers des Wortes Gottes“ sei.